# Museo civico Gaetano Filangieri
Il Museo civico "Gaetano Filangieri" è un museo privato situato a Napoli, allestito nel quattrocentesco palazzo Como, dedicato alle arti applicate, alla scultura, alla pittura e alla conservazione di libri antichi.
Il 22 maggio 2012 il museo ha riaperto dopo tredici anni di chiusura.

## Storia
La progettazione e l'allestimento del museo si devono alla lungimiranza di Gaetano Filangieri, principe di Satriano, che nel 1881 avanzò la proposta al Consiglio comunale di allocare le sue raccolte d'arte in quel che restava del celebre Palazzo Como, rara testimonianza architettonica del Rinascimento toscano a Napoli, spostato di circa venti metri allo scopo di scongiurarne l'abbattimento a seguito dei lavori del Risanamento e allinearlo lungo l'arteria di via Duomo. Del quattrocentesco edificio non rimaneva che la splendida facciata in bugnato e i muri laterali, mentre l'invaso era del tutto vuoto e senza copertura. L'offerta risultò molto allettante per il municipio e l'ipotesi di istituire un museo civico era sentita da più parti come necessaria così che nel 1883 cominciarono i lavori di riedificazione e ripristino completamente finanziati dal Principe che terminarono nel 1888. L'8 novembre di quell'anno il museo fu aperto al pubblico.
Il 30 settembre 1943 una squadra di guastatori tedeschi incendiò la villa Montesano di San Paolo Bel Sito dove, per prevenire i danni di guerra, erano stati ricoverati l'anno precedente le opere di maggior pregio del museo insieme ai documenti più preziosi dell'Archivio di Stato di Napoli, allora diretto da Riccardo Filangieri che contemporaneamente ricopriva la carica di direttore del museo. Del patrimonio del museo si salvarono circa quaranta dipinti ed una cassa contenente armi antiche; tra i pezzi più rilevanti che furono perduti invece figurano due ritratti d'uomo di Botticelli, una Deposizione di Francesco Solimena, un'Educazione della Vergine di Bernardino Luini. 
Nel 1946 il soprintendente alle gallerie napoletane, Bruno Molajoli, rivolse un appello ai napoletani per reintegrare le raccolte distrutte. Nel 1948, insieme al Museo nazionale di San Martino e al Museo nazionale della ceramica Duca di Martina, il Filangieri fu riaperto al pubblico grazie alle generose donazioni di Filippo Perrone, Mario De Ciccio e Salvatore Romano, e inoltre grazie ai prestiti delle opere nei depositi temporanei del Museo nazionale di Capodimonte. Nel 2020 è stata portata a termine un'importante acquisizione: il Ritratto di Gaetano Filangieri di Giuseppe Bonito.

## Descrizione
La collezione, eterogenea per materiali, vanta più di 3 000 oggetti, di varia provenienza e datazione. Sono raccolti esemplari di arti applicate (maioliche, porcellane, biscuit, avori, armi e armature, medaglie), dipinti e sculture dal XVI al XIX secolo, pastori presepiali del XVIII e XIX secolo ed anche una biblioteca dotata di circa 30 000 volumi ed un archivio storico con documenti dal XIII al XIX secolo.
La collezione pittorica raccoglie in special modo dipinti del Seicento napoletano, tra cui opere di Jusepe de Ribera, Luca Giordano, Andrea Vaccaro, Battistello Caracciolo e Mattia Preti.

## Opere principali

### Dipinti
| Foto | Titolo                                            | Autore                                         | Data | Dimensione   | Tecnica e supporto |
| ---- | ------------------------------------------------- | ---------------------------------------------- | ---- | ------------ | ------------------ |
|      | Passaggio degli ebrei per il mar Rosso            | ignoto di scuola emiliana                      |      | 52×95 cm     |                    |
|      | Maddalena (bozzetto)                              | Guercino                                       |      | 62×58 cm     |                    |
| -    | Convito di Baldassarre                            | Nicola Malinconico                             |      | 45×47 cm     |                    |
| -    | Deposizione di Cristo                             | Bonifazio                                      |      | 95×75 cm     |                    |
|      | Ritratto di Agata Moncada                         | Natale Carta                                   |      |              |                    |
|      | Santa Maria Egiziaca                              | Jusepe de Ribera                               |      | 90×75 cm     |                    |
| -    | Madonna                                           | Francesco Gessi                                |      | 37×49 cm     |                    |
|      | Testa di san Giovanni Battista                    | Jusepe de Ribera                               |      | 78×66 cm     |                    |
|      | San Giovannino                                    | Battistello Caracciolo                         |      | 62×49 cm     |                    |
|      | Incontro tra i santi Pietro e Paolo               | Mattia Preti                                   |      | 200×250 cm   |                    |
|      | Sant'Agata                                        | Andrea Vaccaro                                 |      | 125×100 cm   |                    |
|      | Santa Prassede                                    | Giovan Francesco Maineri                       |      | 64×49 cm     |                    |
| -    | L'arringatore                                     | Giovanni Paolo Pannini                         |      | 71×60 cm     |                    |
|      | Sposalizio di santa Caterina                      | Innocenzo da Imola                             |      | 54,4×47,5 cm |                    |
| -    | Amore saettante                                   | Heinrich Friedrich Füger                       |      | 90×73 cm     |                    |
|      | Ritratto della duchessa di Urbino                 | ignoto italiano del XVI secolo                 |      | 111×89 cm    |                    |
|      | Ritratto della sorella della contessa Frendel     | Eberard Waickert                               |      | 69×52 cm     |                    |
|      | Madonna col Bambino                               | Bernardino Lanino                              |      | 54×47 cm     |                    |
| -    | Baccanale                                         | Scuola di Claude Lorrain                       |      | 60×77 cm     |                    |
|      | Venere che disorna Amore                          | François Boucher                               |      | 126×96 cm    |                    |
| -    | Veduta fantastica                                 | Michele Marieschi                              |      | 60×80 cm     |                    |
| -    | Veduta di rovine                                  | Viviano Codazzi                                |      | 60×80 cm     |                    |
|      | Veduta di Napoli da chiaia                        | Tommaso Ruiz                                   |      | 102×34 cm    |                    |
|      | Veduta di Napoli dal mare                         | Juan Ruiz                                      |      | 102×34 cm    |                    |
| -    | Paesaggio del ponte di sant'Ambrogio di Modena    | Raffet E.                                      |      | 44×66 cm     |                    |
|      | Veduta di rovine e acque                          | Michele Marieschi                              |      | 60×80 cm     |                    |
| -    | Veduta di rovine e acque                          | Michele Marieschi                              |      | 60×80 cm     |                    |
| -    | Veduta di rovine                                  | Viviano Codazzi                                |      | 60×80 cm     |                    |
|      | Epifania                                          | Giovan Battista Tiepolo                        |      | 68×40 cm     |                    |
| -    | Bellisario chiedente l'obolo                      | Jan van Blaemen                                |      | 65×61 cm     |                    |
| -    | Paesaggio con filosofi                            | Jan van Blaemen                                |      | 65×82 cm     |                    |
| -    | Allegoria dell'infanzia dell'imperatore Carlo III | Bartolomé Esteban Murillo                      |      | 215×175 cm   |                    |
| -    | Sogno di Alessandro Magno                         | Fedele Fischetti                               |      | 56×100 cm    |                    |
| -    | Fiori e frutta                                    | Giovan Battista Ruoppolo                       |      | 69×97 cm     |                    |
|      | Trionfo di Galatea (bozzetto)                     | Luca Giordano                                  |      | 57×97 cm     |                    |
| -    | Fiori e frutta                                    | Giovan Battista Ruoppolo                       |      | 69×97 cm     |                    |
| -    | Panorama di Napoli visto dal mare                 | Anonimo                                        |      | 102×32 cm    |                    |
| -    | La Famiglia del duca Giovanni Guevara di Bovino   | Nicola Maria Rossi                             |      | 255×204 cm   |                    |
|      | Ritratto di Gaetano Filangieri junior             | Edgardo Saporetti                              |      | 63×52 cm     |                    |
| -    | Ritratto della marchesa Malaspina                 | Johann Heinrich Wilhelm Tischbein (attribuito) |      | 99×78 cm     |                    |
| -    | Ritratto del fratello Giuseppe                    | Filippo Palizzi                                |      | 63×53 cm     |                    |
|      | Ritratto del generale Carlo Filangieri            | Rudolph Suhrlandt                              |      | 155×117cm    |                    |
| -    | Paesaggio con cervi al ruscello                   | Jakob Philipp Hackert                          |      | 58×75 cm     |                    |
| -    | Paesaggio Nordico                                 | Klaes Molenaer                                 |      | 40×55 cm     |                    |
| -    | Elevazione della croce                            | Luca Giordano (attribuito)                     |      | 36×47 cm     |                    |

### Sculture
| Foto | Titolo                                                                              | Autore/Dimensione               | Data       | Dimensione | Materiale                  |
| ---- | ----------------------------------------------------------------------------------- | ------------------------------- | ---------- | ---------- | -------------------------- |
|      | Victa                                                                               | Francesco Jerace                | 1880       | h. 90 cm   | Marmo bianco di Carrara    |
|      | Busto di Camil del Sordo Filangieri                                                 | Francesco Jerace                | 1927       |            | Marmo bianco di Carrara    |
|      | Fiorita                                                                             | Francesco Jerace                | 1891       |            | Marmo bianco di Carrara    |
|      | Ritratto di Ferdinando I di Borbone (modello della statua di piazza del Plebiscito) | Antonio Calì                    |            | h. 55 cm   | Terracotta                 |
| -    | Ritratto di donna                                                                   | scuola di Jean-Jacques Caffieri |            | h. 130 cm  | Marmo bianco di Carrara    |
| -    | Busto dell'abate Ferdinando Galiani da Chieti                                       | Giuseppe Sanmartino             |            | h. 35 cm   | Terracotta dipinta         |
| -    | Busto di Carlo Filangieri                                                           | attribuito a Filippo Tagliolini |            | h. 82 cm   | Marmo bianco di Carrara    |
| -    | Vecchio barbuto sedente che insegna ad adolescente                                  | attribuito a Filippo Tagliolini |            | h. 33 cm   | Porcellana di Capodimonte  |
|      | Testa di giovinetto                                                                 | Luca della Robbia               | 1455 circa | h. 30 cm   | Maiolica bianca invetriata |
|      | Busto di Gaetano Filangieri                                                         | Francesco Jerace                | 1889       |            | Marmo                      |
|      | Busto di Gaetano Filangieri                                                         | Gesualdo Gatti                  |            | h. 70 cm   | Marmo bianco               |
| -    | Busto di Roberto Filangieri                                                         | Gesualdo Gatti                  |            | h. 85 cm   | Marmo bianco               |
| -    | Busto di Agata Moncada                                                              | Gesualdo Gatti                  |            | h. 60 cm   | Marmo bianco               |
| -    | Busto di Francisco de Moncada                                                       | Anonimo fiorentino              |            | h. 60 cm   | Bronzo                     |